# بئر الغنم (محافظة بدر)
بئر الغنم قرية من قرى محافظة بدر في منطقة المدينة المنورة في السعودية، تقع غرب المدينة المنورة